# Juan José Jáuregui
Juan José Jáuregui fue un militar argentino, perteneciente a la Armada, que alcanzó el grado de contraalmirante. Fue gobernador marítimo del Territorio de la Tierra del Fuego en 1955.

## Carrera
Realizó su carrera militar en la Armada Argentina, alcanzando el grado de contraalmirante.
En 1938, siendo teniente de fragata participó en el último viaje de instrucción de la fragata ARA Presidente Sarmiento. Entre 1949 y 1950 fue comandante del destructor ARA San Luis (D-10).
A principios de 1955 fue designado gobernador marítimo del Territorio de la Tierra del Fuego por el presidente Juan Domingo Perón. Finalizó su mandato en julio de 1955 debido a la sanción de la ley de provincialización de los territorios nacionales, que había creado la provincia de Patagonia entre Tierra del Fuego y Santa Cruz. Luego del golpe de Estado de septiembre de 1955, se deshace el cambio territorial y José María Guzmán queda al frente de la Gobernación Marítima.
En su gestión, realizó visitas de inspección a las instalaciones de la Armada en la Antártida Argentina. Más tarde fue director general del Material de Construcciones Navales del Ministerio de Marina.